# Mutilazioni genitali femminili nel mondo

Mappa che mostra la percentuale di donne e ragazze di età compresa tra i 15 e i 49 anni che hanno subito MGF/C secondo il rapporto Global Response del marzo 2020. I dati dei Paesi grigi non sono coperti.

Mappa dei tassi stimati di mutilazioni genitali femminili nei paesi africani. Alcuni tipi di mutilazione sono frequenti anche in medio oriente e tra alcune popolazioni musulmane del sud-est asiatico e dell'Asia meridionale..

La pratica delle mutilazioni genitali femminili è più o meno abitualmente in uso in almeno 30 paesi dell'Africa, in alcune regioni del Medio Oriente e in Asia, oltre che all'interno di alcune comunità di immigrati in Europa, America del Nord ed Australia.
L'Organizzazione mondiale della sanità definisce come mutilazioni genitali femminili "tutte quelle procedure che comportano la rimozione parziale o totale dei genitali femminili esterni o altre lesioni agli organi genitali femminili per ragioni non mediche".
Secondo un rapporto dell'UNICEF datato 2013 l'Egitto ha il più alto numero totale al mondo di donne che hanno subito un qualche tipo di mutilazione genitale, mentre la Somalia si trova ad avere il più alto numero di incidenza (il 98% di tutte le donne del paese).

## Classificazione
L'OMS individua 4 tipi di mutilazioni genitali femminili:
- I - rimozione del cappuccio o prepuzio clitorideo (la piega della pelle attorno al clitoride) con asportazione parziale o totale del clitoride stesso.
- II - rimozione delle piccole labbra, con asportazione parziale o completa del clitoride e delle grandi labbra
- III - rimozione parziale o totale sia delle piccole che della grandi labbra, con cucitura della vagina lasciando solo un piccolo foro per il passaggio dell'urina e del sangue delle mestruazioni. Quest'ultima è propriamente definita infibulazione.
- IV - altri atti vari, tra cui cauterizzazione del clitoride, taglio della vagina ed introduzione in essa di sostanze corrosive per restringerne il canale[13].

## Prevalenza
Amnesty International stima che oltre 140 milioni di donne in tutto il mondo sono state colpite da una qualche forma di mutilazione genitale, con oltre 3 milioni di bambine a rischio ogni anno: praticata soprattutto in Africa, ma anche nel Medio Oriente, in Indonesia e Malaysia così come all'interno di alcune comunità d'immigrati in Europa, Stati Uniti d'America e Australia. Si è vista anche utilizzare da alcune popolazioni di religione musulmana dell'Asia meridionale.
I tassi di prevalenza noti più alti sono stati registrati in una trentina di paesi africani, in una fascia che si estende dal Senegal all'Etiopia e dall'Egitto alla Tanzania.
Nella penisola araba sono eseguiti generalmente i primi 2 tipi di mutilazione genitale femminile, spesso indicate come "circoncisione prescritta dalla Sunna": la pratica si verifica in particolare nel nord dell'Arabia Saudita, nel sud della Giordania e nel nord dell'Iraq (in tutta la regione del Kurdistan). Uno studio condotto nella città irakena di Hasira ha trovato che il 60% delle donne ha riferito di aver subito qualche forma di mutilazione genitale; vi sono poi anche prove circostanziali che la mutilazione genitale femminile venga praticata anche in Siria.
In Oman alcuni gruppi ancora la praticano, anche se gli esperti ritengono che il loro numero è ridotto e in calo anno dopo anno; in Arabia Saudita e negli Emirati Arabi Uniti viene eseguita nella maggior parte dei casi da lavoratori stranieri provenienti dall'Africa orientale e dalla valle del Nilo; una ricerca condotta nel 2009 ha invece concluso che era praticamente scomparsa tra i beduini del deserto del Negev.
La pratica è stata ritrovata inoltre anche all'interno di qualche gruppo etnico dell'America Latina. In Indonesia è comune in diverse regioni e nella quasi totalità dei casi sono dei tipi I e IV; a volte le procedure sono meramente simboliche e non viene eseguito alcun taglio effettivo, in alcuni casi il clitoride viene punto per farne sgorgar qualche goccia di sangue: in entrambi i casi gli indonesiani credono che il rituale sia espressamente raccomandato, quando non ordinato, dall'Islam.
Come risultato della massiccia immigrazione, la mutilazione genitale femminile ha finito col diffondersi anche in alcuni paesi europei, oltre che in Australia e negli Stati Uniti, con alcune famiglie che hanno sottoposto le figlie alla procedura mentre si trovavano in vacanza nel paese d'origine. Nel frattempo i governi occidentali, divenuti più consapevoli del fenomeno, hanno fatto in molti casi entrare in vigore legislazioni che rendono la pratica un reato; nel 2006 si è verificato il primo caso negli Stati Uniti di processo contro un uomo etiope accusato di aver fatto mutilare la figlia.

### Affidabilità dei dati
Gran parte dei dati disponibili sulla prevalenza di mutilazioni genitali femminili si basano su indagini verbali e auto-segnalazioni, mentre i veri e propri esami clinici per accertarsi della cosa sono quantomai rari; il presupposto è che le donne rispondano sinceramente alla domanda riguardante il loro stato e che conoscano il tipo e l'entità di mutilazione che è stata eseguita sui loro genitali.
Tuttavia molte di queste procedure vengono fatte eseguire in giovanissima età e molte culture sentono un fortissimo tabù sopra queste discussioni, e quindi un certo numero di tali fattori sollevano anche la possibilità che la validità delle risposte all'indagine potrebbe non essere corretto, pertanto potenzialmente sottostimato: in Oman ad esempio molte donne rifiutano una tale discussione prese dal timore che ciò possa rivelar al mondo i "panni sporchi" della propria cultura, provocando perciò le critiche nei riguardi di una pratica creduta essere puramente religiosa.
Nei paesi in cui la mutilazione genitale femminile è stata messa fuorilegge, la paura che i membri della famiglia possano esser perseguiti o loro stesse accusate, oltre che la disapprovazione sociale può indurre molte donne a negare recisamente che siano state sottoposte a qualche tipo di mutilazione. Questo ad esempio è accaduto nel nord del Ghana tra un campione di donne tra i 15 e i 49 anni; dopo l'emanazione nel paese di una legge che criminalizza la mutilazione genitale si è verificato un notevole aumento di percentuale si coloro che negano con forza d'averne mai subite.
L'UNICEF ha rivisto i dati di ricerche condotte nel 2005 e poi nuovamente nel 2011 nella regione del Kurdistan: da un'incidenza limitata ma con nessuna chiara evidenza in alcune comunità curde dell'Iraq al 50% di ragazze tra i 15-24 anni che ha subito mutilazione o escissione genitale quando erano bambine, nei governatorati di Arbil e Sulaymaniyya.

### In Africa
Nel luglio 2003 l'Unione africana ha adottato il protocollo di Maputo per la promozione dei diritti delle donne e per chiedere la fine delle mutilazioni genitali femminili: entrato in vigore nel novembre 2005 dopo tre anni, alla fine del 2008 lo avevano ratificato 25 paesi africani.
A inizio 2013 sono stati 18 i paesi africani ad aver messo al bando qualsiasi tipo di pratica riferita a mutilazioni genitali femminili.
- Algeria

La mutilazione genitale femminile è praticata in Algeria.
- Benin

La pratica delle mutilazioni genitali femminili è in uso in Benin; secondo un sondaggio del 2006 almeno il 13% delle donne sono state sottoposte a MGF, in calo rispetto al 2001 quando era stato registrato il 17%. La prevalenza varia a seconda della credenza religiosa: il 49% delle donne musulmane, il 15% delle protestanti, il 12% delle donne con credenze tradizionali e il 7% delle cattoliche.
- Burkina Faso

Secondo un sondaggio effettuato nel 2003, la mutilazione genitale è praticata abitualmente nel 77% delle donne in Burkina Faso: la prevalenza varia a seconda della credenza religiosa, l'82% delle donne musulmane, il 73% di quelle con credenze tradizionali, il 69% delle cattoliche e il 65% delle protestanti. In uno studio del 2011 la pratica delle mutilazioni genitali femminili è risultata essere fortemente associata con la pratica religiosa e con l'età, queste le due variabili più importanti.
La legge che proibisce le MGF è entrata in vigore nel 1997; in precedenza vigeva un decreto presidenziale che imponeva multe ai responsabili di escissione del clitoride. Il Burkina Faso ha ratificato il protocollo di Maputo nel 2006.
- Camerun

La mutilazione genitale femminile è in uso in Camerun, secondo un sondaggio datato 2004 il tasso di prevalenza era dell'1,4%; anche se il tasso nazionale è basso vi sono regioni interne del paese in cui la percentuale è anche notevolmente più alta. Nell'estremo nord ad esempio si arriva al 13% all'interno dell'etnia Fulani e tra le donne di origine araba.
La pratica è prevalente nel 6% delle donne musulmane, meno dell'1% di quelle cristiane e inesistente tra le donne animiste. Il codice penale nazionale non classifica le mutilazioni genitali come reato, tuttavia l'art. 277 criminalizza l'aggressione aggravata rivolta a parti specifiche del corpo; un progetto di legge per mettere al bando le MGF è rimasto sospeso per oltre 10 anni.
- Ciad

Secondo l'indagine svolta nel 2004 il tasso di mutilazioni genitali in Ciad era del 45%; prevalente nel 61% delle donne musulmane, nel 31% delle cattoliche, nel 16% delle protestanti e nel 12% delle religioni tradizionali. L'uso poi varia anche a seconda dei gruppi etnici presi in considerazione, il 95% degli arabi, il 94% degli Hadjarai, il 91% degli Ouaddaï, l'86% degli abitanti lungo il lago Fitri e la prefettura di Batha, ed infine meno del 2,5% nelle province di Tandjilé, Mayo Kebbi Est e Mayo-Kebbi Ovest.
Nel 2001 è stata ufficialmente messa fuorilegge qualsiasi pratica mutilatoria contro la popolazione femminile del paese; in precedenza poteva risultare esser reato punibile ai sensi delle leggi vigenti di protezione dei minorenni da aggressione fisica.
- Comore

La mutilazione geniale femminile è una pratica in uso nelle Isole Comore.
- Costa d'Avorio

Secondo l'indagine svolta nel 2005 il 42% di tutte le donne di età compresa tra i 15 e i 49 anni sono state sottoposte in Costa d'Avorio a mutilazioni genitali, del tutto simile ai precedenti dati del 1994 e 1998 (43 e 46%); prevalente nel 76% delle donne musulmane, nel 45% delle animiste, nel 14% delle cattoliche ed infine nel 13% delle protestanti.
Una legge del 1998 prevede che il danno all'integrità dell'organo genitale di una donna attraverso la rimozione parziale o totale, l'escissione del clitoride e la desensibilizzazione, o tramite qualsiasi altra procedura - se dannosa per la salute - siano punite con una multa e la reclusione; vi è un aggravio di pena se sopraggiunge la morte della paziente.
- Egitto

Il ministero della salute ha vietato ogni forma di MGF dal 2007; la proibizione riguarda tutti i medici, gli infermieri o qualsiasi altra persona che intenda procedere a tagli, appiattimenti o modifiche di qualsiasi parte naturale del sistema riproduttivo femminile. Le autorità islamiche, nella persona del Gran Mufti Ali Gomaa, non hanno mancato di sottolineare che l'Islam si oppone a qualsiasi mutilazione genitale femminile.
La legge nazionale di messa al bando è entrata in vigore nello stesso 2007 aggiungendo una clausola che ha eliminato la scappatoia che consentiva il permesso di sottoporsi alla procedura per motivi di salute; vi era precedentemente a questa solo una disposizione del codice penale riguardante l'infliggimento intenzionale di danno fisico con conseguenze pericolose per la stessa vita. Nel 1997 la corte di cassazione, la più alta corte d'appello del paese, ha accolto il divieto allora proposto dal governo a condizione che coloro che non l'avessero rispettato non venissero sottoposti a sanzioni penali; ma un sondaggio del 2000 rivelò che il 97% della popolazione della nazione ancora la praticava abitualmente, mentre uno studio del 2005 rilevò che oltre il 95% delle donne egiziane avevano subito una qualche forma di mutilazione genitale.
- Gambia

La mutilazione genitale femminile è praticata ampiamente in Gambia; un sondaggio dell'UNICEF datato 2006 ha rilevato un tasso di prevalenza del 78,3%, mentre secondo un rapporto 2013 si è stimato che il 76,3% delle bambine e giovani donne del paese sono state sottoposte a FGM. L'età in cui vengono svolte le mutilazioni varia dai 7 giorni di vita alla preadolescenza
I tassi di prevalenza variano in modo significativo a seconda dei gruppi etnici interessati: Sarakollé (FGM tasso del 98%), Mandingo (97%), Diola (87%), Sérèr (43%), e Wolof (12%). Le aree urbane riportano tassi di circa il 56%, mentre nelle zone rurali giungono fino al 90%: la maggioranza delle donne che ha subito FGM hanno affermato che l'hanno fatto in primo luogo per seguire i mandati religiosi. Uno studio clinico del 2011 riporta che il 66% delle FGM in Gambia sono state di tipo I, il 26% di tipo II ed infine l'8% di tipo III.
Il paese non ha ancora alcuna legge che proibisca ufficialmente le FGM ed i responsabili non vengono perseguiti neppure sulla base di altre disposizioni penali; gli attivisti per i diritti umani hanno chiesto al parlamento di deliberare al più presto una legge che affronti la situazione delle mutilazioni genitali.
- Ghana

La mutilazione genitale femminile è ben presente in Ghana. L'art.39 della costituzione prevede che le pratiche tradizionali che possano risultare potenzialmente dannose per la salute di una persona ed il suo benessere psicofisico debbano essere abolite; il paese ha ratificato il Protocollo di Maputo nel 2007.
- Guinea

La Guinea ha il secondo tasso di prevalenza di FGM più alto al mondo, pur essendo ufficialmente illegale ai sensi dell'art.265 del codice penale: è prevista la pena di morte per il colpevole che causi il decesso della ragazza entro 40gg dopo l'esecuzione dell'operazione. Secondo un sondaggio svolto nel 2005 il 96% di tutta la popolazione femminile tra i 15 e i 49 anni aveva subito mutilazioni genitali, di cui il 27% ha subito l'operazione da personale medico addestrato.
Più della metà delle donne intervistate credono la pratica essere un obbligo religioso; le mutilazioni genitali sono prevalenti nel 99% delle musulmane, nel 94% delle cristiane e nel 93% delle animiste. Il paese ha firmato il protocollo di Maputo nel 2003 ma senza ratificarlo; nessuno è ancora mai stato perseguito per casi relativi a FGM.
- Guinea-Bissau

La mutilazione genitale femminile è ben presente in Guinea-Bissau; questo nonostante una legge che ne vieti la pratica a livello nazionale sia stata promulgata nel 2011.
- Kenya
- Libia

La mutilazione genitale femminile è praticata in Libia.
- Liberia
- Malawi

La mutilazione genitale femminile è praticata in Malawi.
- Mali
- Mauritania
- Mozambico

La mutilazione genitale femminile è presente in Mozambico.
- Niger
- Nigeria
- Rep. Centrafricana

Secondo un'indagine svolta nel 2000 le mutilazioni genitali vengono praticate nella repubblica centrafricana sul 36% della popolazione femminile, in calo rispetto al 1994 quando era il 43%: la pratica è prevalente nel 46% delle donne animiste, nel 39% delle musulmane, nel 36% delle protestanti ed infine nel 35% delle cattoliche.
Nel 1996 è stata emessa un'ordinanza presidenziale che proibisce qualsiasi forma di mutilazione genitale sulle donne, la violazione è punita con multe e lievi pene detentive
- Rep. del Congo

La mutilazione genitale femminile è praticata nella Repubblica del Congo.
- RD del Congo

La mutilazione genitale femminile è praticata in tutta la Repubblica Democratica del Congo.
- Senegal
- Sierra Leone
- Sudafrica

La mutilazione genitale femminile è presente in Sudafrica.
- Sudan
- Tanzania
- Togo
- Uganda
- Zimbabwe

La mutilazione genitale femminile è presente in Zimbabwe.

#### Nel Corno d'Africa
Nella regione del Corno d'Africa vi sarebbero situazioni particolarmente gravi.
- Eritrea

Il governo eritreo ha pubblicato nel 2003 una statistica ufficiale sul tasso di prevalenza di FGM attestandole all'89%; circa il 50% delle donne che abitano nelle zone rurali subiscono mutilazioni del tipo III con cuciture della vulva, mentre sono più comuni quelle di tipo I e II nelle aree urbane. Complessivamente all'incirca un terzo di tutta la popolazione femminile eritrea subiscono FGM di tipo III con cuciture.
La maggior parte delle mutilazioni -il 68% - vengono eseguite su neonate di meno di un anno, un altro 20% su bambine di età inferiore ai 5 anni; il 60% delle donne credono la pratica essere un obbligo religioso e la prevalenza varia a seconda della fede e credenza, così come dal gruppo etnico d'appartenenza (99% musulmane, 89% cattoliche, 85% protestanti). Con la promulgazione di una legge nel 2007 l'Eritrea ha ufficialmente bandito da allora in poi ogni forma di FGM, è prevista la multa o il carcere per chiunque continui a praticarla.
- Etiopia

Un sondaggio effettuato nel 2010 ha verificato la prevalenza statistica nelle varie regioni del paese: Afar 94,5%;Harare 81,2%; Amhara 81,1%; Oromia 79,6%; Addis Abeba 70,2%; Regione dei Somali 69,7%; Regione Benisciangul-Gumus 52,9%; Tigrai 48,1%; Regione delle Nazioni, Nazionalità e Popoli del Sud 46,3%. L'incidenza varia anche a seconda della religione professata, col 92% di musulmane, 72% di protestanti, 67% di cattoliche e seguaci di credenze tradizionali.
La pratica non è specificamente illegale in Etiopia e non esistono chiare disposizioni di legge per vietarla; non vi sono inoltre casi documentati di donne che vanno in tribunale o in cerca di protezione contro queste mutilazioni.
- Gibuti

Le stime sul tasso di prevalenza di MGF a Gibuti variano dal 93 al 98%; secondo un rapporto dell'UNICEF del 2010 il paese possiede il 2° tasso più alto al mondo di mutilazioni genitali del tipo III commesse contro le donne, con circa i 2/3 di tutta la popolazione femminile che è stata sottoposta alla procedura; mentre il tipo I è la 2° forma più comune.
Come accade anche nei paesi vicini, le donne di Gibuti subiscono l'infibulazione sia alla nascita che dopo un eventuale divorzio; i 2/3 delle donne intervistate ha affermato essere la tradizione religiosa la motivazione principale delle mutilazioni genitali; i religiosi islamici (essendo il paese a stragrande maggioranza musulmana) si sono divisi sulla questione, alcuni sostenendo apertamente la pratica, altri invece opponendovisi.
Il codice penale entrato in vigore nel 1995 bandisce qualsiasi tipo di mutilazione genitale; l'art.333 prevede che le persone riconosciute colpevoli di questa pratica siano condannate sia al pagamento di una multa che ad una pena detentiva. Gibuti ha ratificato il protocollo di Maputo nel 2005.
- Somalia

Secondo l'UNICEF la situazione in Somalia è la più critica del mondo, con quasi il 98% delle donne che riporta mutilazioni di tipo I, II e/o III. La pratica avverrebbe soprattutto sulle bambine di età compresa tra i 5 e gli 11 anni, nella stagione estiva in città o durante la stagione delle piogge nelle aree rurali. La mutilazione genitale femminile sarebbe un lascito precedente alla venuta dell'Islam e verrebbe tutt'oggi considerata una parte essenziale dell'identità di genere e culturale della bambina, nonché una condizione preliminare del matrimonio. La Somalia è il paese più monitorato da istituzioni internazionali e ONG, le quali conducono da decenni una dura lotta per il contenimento e l'abrogazione di tale pratica.
La recente epidemia di COVID-19 starebbe frenando gli sforzi per limitare i casi di infibulazione. Con il confinamento si verificherebbero infatti tutte le condizioni adatte per favorire questo fenomeno: maggiori tempistiche per il recupero, una maggiore esposizione a mariti violenti e medici che, oltre ad abbassare i prezzi, opererebbero direttamente a domicilio, trascurando ogni norma igienica. Si stima che a causa del Coronavirus potrebbe verificarsi nel prossimo decennio un aumento di oltre 2 milioni di mutilazioni .

### In Asia

#### In Medio Oriente
- Arabia Saudita
- Bahrein

La mutilazione genitale femminile è presente in Bahrein.
- Emirati Arabi Uniti
- Giordania
- Iraq
- Kuwait
- Oman
- Qatar

La mutilazione genitale femminile è presente in Qatar.
- Siria
- Palestina

La mutilazione genitale femminile è presente nei territori palestinesi.
- Turchia

Prove circostanziali suggeriscono che la mutilazione genitale femminile esiste in Turchia nelle regioni montuose del Kurdistan.
- Yemen

#### In Asia centrale, meridionale e sudest asiatico
- Afghanistan

La mutilazione genitale femminile è presente in Afghanistan.
- Brunei

La mutilazione genitale femminile è presente nel Brunei.
- India
- Indonesia
- Iran
- Malaysia
- Pakistan

La pratica è in uso tra alcune comunità tribali del Pakistan
- Tagikistan

La mutilazione genitale femminile è presente in Tagikistan.

### Status legale in altri paesi
- Australia
- Canada
- Francia
- Italia
- Norvegia
- Paesi Bassi
- Regno Unito
- Spagna
- Svezia

La Svezia è stato il primo paese a bandire la mutilazione genitale nel 1982. La pena può raggiungere i dieci anni di carcere e nel 1999 il Governo ha esteso questa legge fino a includere le procedure di mutilazione condotte all'estero. Ci sono stati 46 casi di sospette mutilazioni genitali da quando la legge è stata introdotta nel 1982 e due condanne, secondo un rapporto pubblicato dal Centro Nazionale per la Ricerca sulla Violenza Maschile Contro le Donne (National Centre for Knowledge on Men's Violence against Women) in 2011.
- Stati Uniti

Il Centro per il Controllo delle Malattie stimava nel 1997 che 168.000 ragazze che vivevano negli Stati Uniti avevano subito mutilazioni genitali femminili (FGM) o erano a rischio.  Khalid Adem, un musulmano che si era trasferito da Etiopia ad Atlanta (Georgia), è diventato la prima persona a essere condannata negli Stati Uniti in un caso FGM. L'esecuzione della procedura su chiunque sia di età inferiore ai 18 anni è diventata illegale negli Stati Uniti nel 1997 con il divieto federale di mutilazione genitale femminile. A partire dal 2015, 24 stati statunitensi hanno leggi specifiche contro la FGM; gli Stati che non dispongono di tali leggi possono utilizzare altri titoli di reato.